# ミッチェル (ゲーム会社)
株式会社ミッチェル（英: MICHELL CORPORATION）は、日本のゲーム会社。家庭用ゲームの他、アーケードゲーム、携帯アプリなどにも進出している。
開発タイトルでは、特にパズループシリーズが知られる。
2012年11月20日をもって開発業務を休止している。

## 製作ゲーム

### コンシューマーゲーム
家庭用ゲームでは任天堂、カプコンなどと共同制作をしている。
- 直感ヒトフデ（DS）
- 通勤ヒトフデ（GBA）
- 瞬感パズループ（DS）
- 数陣タイセン（DS）
- PUZZ LOOP（PS、GB、NUON）
- 囲んで消して ワクグミの時間（DSiウェア）
- Wiiリモコンプラス バラエティ（Wii） - 「まきあげろ！海底のお宝」「一輪車」
- 行列ナゲループ（3DS）

### アーケードゲーム
- 麻雀いかがですか
- 銃武者羅
- パズループ
- 卒業証書
- 雙翼
- ポンピングワールド
- 長江
- 三刻志
- がんばれ!ゴンタ!!2
- チャーリー忍者
- チャタンヤラクーシャンク
- パズループ2
- キャノンダンサー
- 妖獣麻雀伝
- ファンキージェット
- マイティパン
- パン!3
- 燃えよゴンタ!!
- スーパーパン
- このeたこ

### ケータイゲーム

#### Ezwebのみ対応
ダウンロード以外の通信は行わない。各210円。
- 長江
- R雀-123
- 俺の宇宙
- GY-16
- MU
- SPACE AWAY
- PUZZ LOOP

#### Docomoのみ対応
月315円でパズルが遊び放題になる。
- iパズループ
  - アミダdeパズル
  - ハテナサテナ
  - 王さまの結婚
  - ジグソーパズール
  - パズループ
  - いつでもヒトフデ

#### Softbankのみ対応
- PUZZ LOOP

### その他
全国約1,000店舗のファミレスに設置されているエンターテイメント端末で遊ぶことができた。料金は食事代と合算。
- パズループe!
- パズループ
- 長江
- このeたこ